# Gaby Herbstein
Gaby Herbstein (Buenos Aires, 3 de mayo de 1969) es una fotógrafa y artista visual argentina. Su obra ha sido publicada en diversos medios impresos y virtuales, y en exposiciones en América Latina, Estados Unidos, Rusia, China y Japón.

## Biografía

### Primeros años y estudios
Herbstein nació en Buenos Aires en 1969. Inicialmente quería formarse profesionalmente en egiptología, pero dada la escasez de este tipo de carreras en  Argentina, optó por estudiar turismo. Mientras cursaba esta carrera, empezó a desarrollar su pasión por la fotografía. Antes de terminar su formación profesional, empezó a trabajar como fotógrafa para importantes revistas de moda de América Latina.

### Carrera
Su primera exposición individual tuvo lugar en un club nocturno de Buenos Aires en 1990 y, desde entonces, ha expuesto su obra en su país y en el extranjero. Herbstein produce y expone regularmente proyectos personales que abordan temas sociales y medioambientales. Entre ellos se encuentran Huellas (1999), una exploración de la identidad de las mujeres argentinas, Heroínas (2000), un homenaje a mujeres destacadas de la historia del país gaucho, Huella ecológica (2009) y La basura no es basura (2010), exposiciones con temática medioambiental desarrolladas en colaboración con la Fundación de Historia Natural Félix de Azara.
También ha trabajado en cuatro proyectos para la Fundación Huésped, fotografiando a celebridades argentinas para concienciar sobre la propagación y prevención del virus del VIH. Su primer libro, Aves del paraíso (2009), presenta imágenes de aves en peligro de extinción. En 2011 creó Uno, una serie de imágenes que representan el papel del ser humano dentro de la naturaleza, y dos años después estrenó la exhibición Estados de conciencia.
En Belleza divina de 2015 presentó trece retratos de niñas en un ensayo fotográfico basado en la geometría sagrada. Un año después estrenó Creer para ver, un proyecto multidisciplinar que difunde la voz de doce líderes espirituales de diferentes creencias, filosofías y culturas de todo el mundo, apoyado por la ONU. Para La diablada (2017) se inspiró en rituales ancestrales y tradiciones andinas.
En 2021 participó en el proyecto ProyectX108 con la artista argentina Isha Escribano, y ese mismo año dedicó una exhibición al fallecido músico Gustavo Cerati.